# Cserbel

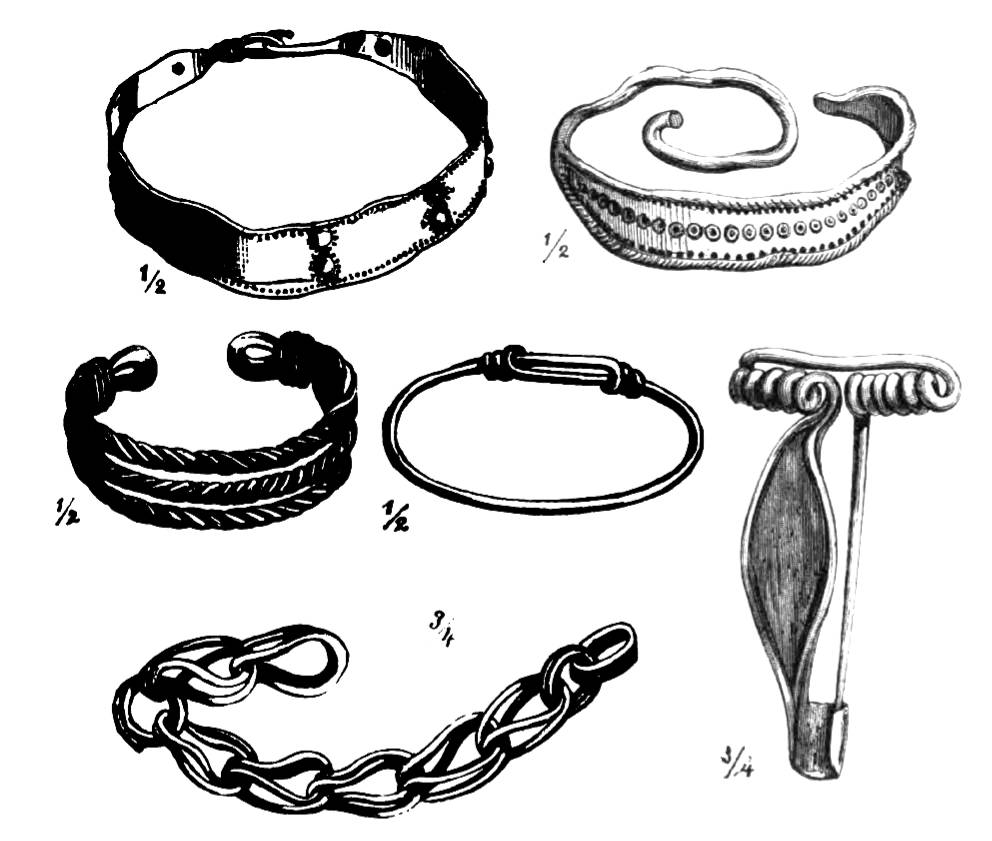
A cserbeli ezüstkincs darabjai

Cserbel (románul: Cerbăl) falu Romániában, Erdélyben, Hunyad megyében.

## Fekvése
A Pojána Ruszka hegységben, Vajdahunyadtól 23 kilométerre nyugatra, enyhe lejtésű hegyoldalon fekszik.

## Története
Határában 1874-ben gazdag 1. századi római (talán dákok által elrejtett) ezüstkincset találtak, amely egy kigyófejjel ezüst karperecből, három nagyobb karikából, két fibulából, hat fülbevalóból, három tekercsből, 491 családi éremből és 23 barbár utánzatból állt. A lelet nagyobb része a Magyar Nemzeti Múzeumban található.
Először 1476-ban említik Cherbel alakban, mint kenézi jogú román falut. A helybeli hagyomány szerint korábban dombtetőn feküdt. A 16–19. században a hunyadi uradalomhoz tartozott. Mint ilyen a 18–19. században lakói kincstári jobbágyok, illetve zsellérek voltak és a Govasdiához közel fekvő Limpert bányában tartoztak bányanapszámot teljesíteni. Bartók Béla 1913-ban román népzenét gyűjtött a faluban, majd a helyi zenészeket 1914-ben saját költségén felutaztatta Budapestre, és a velük felvett anyagot a Pátria népzenei gramofonsorozat első darabjaként jelentette meg. Cserbelen gyűjtött dallamon alapul a Román kolindadallamok második sorozatának 3. és 5. darabja.